# Alexis Félix Jeanjean
Pour les articles homonymes, voir Jeanjean.
Alexis Félix Jeanjean, né le 6 janvier 1867 et mort le 4 février 1941, est un enseignant, botaniste, entomologiste et mycologue français.

## Biographie
Directeur d'école à Villeneuve-sur-Lot, passionné de sciences naturelles, il prend sa retraite en 1923, s’installe à Bordeaux et se consacre à la botanique.
Il est à l’origine d’un projet de travail floristique d’ensemble, qu'il réalise avec la Société linnéenne de Bordeaux, en assurant la synthèse des données collectées. Ce travail, achevé à la veille de la Seconde Guerre mondiale, n'est publié  par  Jean  Eymé (1920-2018) qu’en 1961, notamment sous forme de catalogue. Ce travail monumental de synthèse recensant plus de 1 640 taxons fait toujours référence. 

## Récompenses

### Éponymes
Plusieurs espèces ont été nommées en l’honneur d’Alexis Félix Jeanjean : 
- Asteraceae : Cirsium ×jeanjeanii Arènes[3]
- Orchidaceae :  ×Dactylodenia jeanjeanii (G.Keller) Aver.[4]
- Orchidaceae : ×Orchigymnadenia jeanjeanii G.Keller[5]